# Edge (tạp chí)
Edge là một tạp chí trò chơi điện tử được Future plc xuất bản 13 số mỗi năm trên nhiều định dạng tại Anh. Tạp chí được Steve Jarratt phát hành. Nó cũng đã phát hành các phiên bản nước ngoài ở Úc, Brazil, Pháp, Đức, Ý và Tây Ban Nha.

## Lịch sử
Số đầu tiên của tạp chí được xuất bản vào năm 1993 bởi Steve Jarratt, một nhà báo trò chơi điện tử lâu năm đã xuất bản nhiều tạp chí khác cho Future.
Tháng 10 năm 2003, tổng biên tập lúc bấy giờ của Edge, João Diniz-Sanches, cùng với phó tổng biên tập David McCarthy và các nhà báo khác đã thôi việc. Vì vậy, vị trí tổng biên tập của Edge một lần nữa được giao cho Tony Mott, người tiền nhiệm của Diniz-Sanches. Thành viên duy nhất của đội ngũ còn ở lại là Margaret Robertson, người đã kế nhiệm Mott vào năm 2006. Tháng 5 năm 2007, Robertson từ chức và Mott quay lại làm tổng biên tập lần thứ ba, Alex Wiltshire giữ vị trí tổng biên tập của tạp chí từ tháng 5 năm 2012 đến tháng 3 năm 2013, và sau đó được kế nhiệm bởi Nathan Brown. Jen Simpkins thay thế Brown vào tháng 4 năm 2020.
Từ năm 1995 đến năm 2002, một phần các nội dung từ Edge được xuất bản tại Mỹ với tên gọi Next Generation. Năm 2007, công ty con tại Mỹ của Future, Future Mỹ, bắt đầu xuất bản một số chuyên mục của Edge trên trang web của Next Generation; sau đó trang web và blog của Edge được sáp nhập vào trang web của NextGen. Tháng 7 năm 2008, toàn bộ trang web này được đổi tên thành Edge, nhãn hiệu có tuổi đời lớn hơn. Tháng 5 năm 2014, xuất hiện thông tin Future có dự định đóng cửa các trang web trò chơi điện tử của mình bao gồm Edge và Computer and Video Games; tháng 14 năm 2014, Future xác nhận rằng trang web của C&VG sẽ ngừng hoạt động và các nội dung của nó sẽ được xuất bản trên GamesRadar, đến tháng 1 năm 2015, công ty thông báo điều tương tự cũng sẽ xảy ra với trang web của Edge. Từ năm 2015 đến năm 2018, các bài viết của Edge thỉnh thoảng được xuất bản lại trên Kotaku UK.
Edge đã được thiết kế lại ba lần, lần đầu tiên vào năm 1999, lần thứ hai vào năm 2004 và lần thứ ba vào năm 2011. Lần thiết kế lại đầu tiên tăng chiều rộng của tạp chí. Lần thiết kế lại gần đây nhất thay đổi kích thước của tạp chí một lần nữa và nâng cao chất lượng giấy in.

## Chuyên mục
Mỗi số tạp chí có một bài viết "Making-of" về quá trình phát triển của một trò chơi điện tử nhất định, thường bao gồm một bài phỏng vấn với một trong các nhà phát triển ban đầu của trò chơi đó. Chuyên mục "Time Extend" xuất hiện từ số 143 và đi sâu vào tìm hiểu những khía cạnh thú vị và đổi mới nhất của một trò chơi điện tử nào đó. Chuyên mục "Codeshop" tập trung vào các chủ đề mang tính kỹ thuật hơn như các chương trình thiết kế mô hình 3D hay các phần mềm middleware vật lý. "Studio Profile" và "University Profile" thì giới thiệu tổng quan về một nhà phát triển hoặc phát hành trò chơi điện tử cụ thể, cũng như các khóa học phát triển trò chơi điện tử tại các cơ sở giáo dục.

## Hệ thống cho điểm
| Tên                                     | Nền tảng                | Số tạp chí | Năm  |
| --------------------------------------- | ----------------------- | ---------- | ---- |
| Super Mario 64                          | Nintendo 64             | E035       | 1996 |
| Gran Turismo                            | PlayStation             | E055       | 1998 |
| The Legend of Zelda: Ocarina of Time    | Nintendo 64             | E066       | 1998 |
| Halo: Combat Evolved                    | Xbox                    | E105       | 2001 |
| Half-Life 2                             | Windows                 | E143       | 2004 |
| Halo 3                                  | Xbox 360                | E181       | 2007 |
| The Orange Box                          | Windows, Xbox 360       | E182       | 2007 |
| Super Mario Galaxy                      | Wii                     | E183       | 2007 |
| Grand Theft Auto IV                     | PlayStation 3, Xbox 360 | E189       | 2008 |
| LittleBigPlanet                         | PlayStation 3           | E195       | 2008 |
| Bayonetta                               | Xbox 360                | E209       | 2009 |
| Super Mario Galaxy 2                    | Wii                     | E215       | 2010 |
| Rock Band 3                             | PlayStation 3, Xbox 360 | E222       | 2010 |
| The Legend of Zelda: Skyward Sword      | Wii                     | E234       | 2011 |
| The Last of Us                          | PlayStation 3           | E255       | 2013 |
| Grand Theft Auto V                      | PlayStation 3, Xbox 360 | E259       | 2013 |
| Bayonetta 2                             | Wii U                   | E272       | 2014 |
| Bloodborne                              | PlayStation 4           | E279       | 2015 |
| The Legend of Zelda: Breath of the Wild | Nintendo Switch, Wii U  | E304       | 2017 |
| Super Mario Odyssey                     | Nintendo Switch         | E312       | 2017 |
| Red Dead Redemption 2                   | PlayStation 4, Xbox One | E326       | 2018 |
| Dreams                                  | PlayStation 4           | E344       | 2020 |

| Thứ hạng | Dòng trò chơi                   | Số trò chơi được cho điểm tuyệt đối | Nhà phát triển   | Khoảng thời gian |
| -------- | ------------------------------- | ----------------------------------- | ---------------- | ---------------- |
| 1        | Super Mario                     | 4                                   | Nintendo EAD/EPD | 1996–2017        |
| 2        | The Legend of Zelda             | 3                                   | Nintendo EAD/EPD | 1998–2017        |
| 3        | Bayonetta                       | 2                                   | PlatinumGames    | 2009–2014        |
| 3        | Grand Theft Auto                | 2                                   | Rockstar North   | 2008–2013        |
| 3        | Half-Life (inc. The Orange Box) | 2                                   | Valve            | 2004–2007        |
| 3        | Halo                            | 2                                   | Bungie           | 2001–2007        |